# Douglas C-47 Skytrain
Douglas C-47 Skytrain tudi (britanska oznaka Dakota) je dvomotorno batno gnano vojaško transportno letalo. Bil je eno izmed najbolj pomembnih letal 2. svetovne vojne in kljub starosti še vedno v uporabi. Florida Air Cargo jih še danes uporablja za transport. Razvit je bil na podlagi potniškega Douglas DC-3, ki je revolucioniral komercialni transport.  
C-47 ima pristajalno podvozje z repnim kolesom, glavni kolesi se ne povsem uvlačita. Poganjata ga dva 14-valjna zračnohlajena bencinska zvezdasta motorja Pratt & Whitney R-1830. Potovalna hitrost je bila okrog 250 km/h. Lahko je prevažal do 30 vojakov ali pa okrog tri tone tovora.
Verzija "C-53 Skytrooper" se je uporabljala za vleko vojaških jadralnih letal in odmetavanje padalcev.  
Jugoslovanske zračne sile so imele v uporabi 41 letal C-47 Dakota v letih 1953 do 1974. 

## Specifikacije (C-47B-DK)
Podatki iz McDonnell Douglas Aircraft since 1920
Splošne karakteristike
- Posadka: 4 (Pilot, Kopilot, Navigator, Radio Operater)
- Število sedežev: 28 vojakov
- Tovor: 6000 lb (2700 kg)
- Dolžina: 63 ft 9 in (19,43 m)
- Razpon kril: 95 ft 6 in (29,41 m)
- Višina: 17 ft 0 in (5,18 m)
- Površina kril: 987 ft² (91,70 m²)
- Aeroprofil: NACA2215 / NACA2206
- Teža praznega letala: 18135 lb (8226 kg)
- Naložena teža: 26000 lb (11793 kg)
- Maks. vzletna teža: 31000 lb (14061 kg)
- Pogon letala: 2 ×  14-valjni radialni motor Pratt & Whitney R-1830-90C Twin Wasp, 1200 KM (895 kW)  vsak

 Zmogljivost 
- Maks. hitrost: 224 mph (195 vozlov, 360 km/h) 10000 ft (3050 m)
- Potovalna hitrost: 160 mph (139 vozlov, 257 km/h)
- Doseg: 1600 mi (1391 nmi, 2575 km)
- Največji doseg: 3600 mi (3130 nmi, 5795 km)
- Višina leta: 26400 ft (8045 m)
- Čas do 10000 ft (3050 m): 9,5 min